# Trận phòng ngự Liepāja
Trận phòng ngự Liepaja là một trong những xung đột quân sự đầu tiên giữa quân đội Đức Quốc xã và quân đội Liên Xô mở màn cuộc Chiến tranh Xô-Đức. Cuộc chiến diễn ra từ ngày 22 đến ngày 29 tháng 6 năm 1941 tại thành phố cảng Liepāja thuộc Cộng hòa xã hội chủ nghĩa Xô viết Latvia. Quân đội Đức Quốc xã tham chiến gồm Sư đoàn bộ binh 291 được tăng cường một số trung đoàn hỏa lực và 2 tiểu đoàn thủy quân lục chiến đã tấn công và bao vây Liepaja. Sau một tuần giao chiến, Sư đoàn bộ binh 67 (Liên Xô), trung đoàn hải quân đánh bộ, các khẩu đội pháo đều bị thiệt hại nặng và buộc phải rút lui khỏi thành phố. Sau khi chiếm Liepaja, Quân đoàn bộ binh 26 (Đức) lập tức triển khai lực lượng vào sau trong nội địa Latvia, đánh chiếm quân cảng Ventspils, làm chủ hoàn toàn bán đảo Kurlandia và tấn công sâu đến tuyến sông Tây Dvina, uy hiếp thành phố cảng và căn cứ hải quân Riga.

## Bối cảnh và binh lực

### Bối cảnh
Liepāja là thành phố lớn thứ ba của Latvia, được xây dựng từ năm 1253, nằm ở bờ biển Baltic, phía Tây Nam bán đảo Kurladia. Do tác động của các dòng biển ấm, Liepāja là một trong số ít các cảng biển vùng Baltic thuộc Liên Xô không bị đóng băng vào mùa đông. Trước chiến tranh, thành phố rộng 60,37 km² này có khoảng 50.000 dân, chủ yếu là người Latvia và người Krievi. Tháng 6 năm 1940, Latvia sáp nhập vào Liên Xô. Một phần Hạm đội Batic của Hải quân Liên Xô đã đến đóng tại cảng Liepaja (Libava) và đặt tại đây một căn cứ hải quân tiền tiêu trên vùng bờ biển Baltic.

### Binh lực
Đơn vị chủ lực quân đội Đức Quốc xã tấn công trên hướng Klaipeda - Liepaja là Sư đoàn bộ binh 291 (thuộc Quân đoàn bộ binh 26) do thiếu tướng Kurt Herzog chỉ huy được tăng cường 2 tiểu đoàn thủy quân lục chiến, 1 tiểu đoàn đổ bộ đường không, các đơn vị pháo binh và 1 đoàn tàu hỏa bọc thép. Hỗ trợ cho sư đoàn này trong quá trình diễn ra chiến dịch còn có một Trung đoàn cơ giới 36 (độc lập) được điều động từ Quân đoàn cơ giới 41. Hải quân Đức Quốc xã tham gia chiến dịch gồm 2 khu trục hạm, 6 tàu tuần duyên và 2 tàu ngầm. Một phần Sư đoàn quân không quân 8 của Tập đoàn quân không quân 1 (Đức) được Quân đoàn 26 sử dụng, trong đó có ba biên đội máy bay ném bom Ju-88 gồm 9 chiếc.
Quân đội Liên Xô bảo vệ Liapaja gồm Sư đoàn bộ binh 67 do thiếu tướng N. A. Dedayev chỉ huy, gồm các trung đoàn bộ binh 56, 114 và 281, các trung đoàn pháo binh 242 của Sư đoàn pháo binh 94, quân số hơn 7.000 người. Cụm quân của hạm đội Baltic đóng tại cảng Libava do Hạm trưởng bậc 1 M. S. Klevensky chỉ huy gồm khoảng 4.000 quân. Tại sân bay Liepaja có Trung đoàn không quân 148 thuộc Quân khu đặc biệt Pribaltic, Đại đội 43 thuộc lực lượng không quân của Hạm đội Baltic gồm 13 thủy phi cơ MBR-2. Hạm đội Baltic (Liên Xô) bố trí tại căn cứ Liapaja được trang bị Khu trục hạm "Lenin", 5 tàu phóng ngư lôi, 4 tàu pháo, 4 tàu và 9 xuồng máy tuần duyên, các khẩu đội pháo bờ biển 23 và 27 có 8 pháo 130 mm; khẩu đội pháo đặc biệt 18 gồm 4 khẩu pháo 180 mm chạy trên đường ray; các tiểu đoàn phòng không 43 và 84. Trong thời điểm xảy ra chiến sự, tại Liapeja còn có Tiểu đoàn 32 thuộc Trường Hải quân Riga đang thực tập tại quân cảng Libava.

## Diễn biến
Sáng 22 tháng 6 năm 1941, các cuộc không kích mạnh mẽ của quân đội Đức Quốc xã đã dọn đường cho các trận tấn công trên bộ và trên biển. Ngay trong loạt bom đầu tiên được ném xuống sân bay Liepaja lúc 3 giờ 55 phút, không quân Đức đã loại khỏi vòng chiến đấu các thủy phi cơ của Phi đội 43 và phá hủy 8 máy bay chiến đấu của Trung đoàn không quân 148 (Liên Xô). Không quân Liên Xô chỉ hạ được 3 máy bay Đức và phải đổi bằng 7 chiếc bị bắn rơi trong không chiến. 4 giờ sáng, sau khi dập tắt các hỏa điểm của Chi đội biên phòng Palanga (Liên Xô) các sư đoàn bộ binh 61 và 270 (Đức) có xe bọc thép yểm hộ đã đánh bật Sư đoàn bộ binh 10 (Liên Xô) khỏi khu vực vành đai biên giới phía Đông Klaipeda và hình thành vòng vây xung quanh sư đoàn này tại khu vực giữa Kretin và Palanga. Thiếu tướng Ivan Ivanovich Fadeev, chỉ huy sư đoàn này buộc phải đưa sư đoàn rút lui về Jelgava. Tuyến phòng thủ của Liên Xô ở phía Nam Liepaja bị vỡ một mảnh lớn.
Tướng N. A. Dedayev định điều Trung đoàn bộ binh 114 đang phòng thủ cảng Ventspils và Trung đoàn bộ binh 281 đang đóng tại Liepaja tiến xuống phía Nam để chặn đánh quân Đức nhưng lúc 6 giờ cùng ngày, quân Đức đã chiếm thị trấn biên giới Palanga và bắt đầu tấn công lên phía Bắc. Tướng Kurt Herzog đưa cả hai trung đoàn bộ binh 504 và 505 lên tàu bọc thép di chuyển đến phía Nam Liepaja. Số quân còn lại và hai tiểu đoàn lính thủy đánh bộ Đức) được chở đến Liepaja bằng tàu biển. Từ ngoài khơi Liepaya, các chiến hạm Đức bắt đầu nã pháo vào thành phố. 9 giờ sáng 22 tháng 6, toàn bộ Hạm đội Baltic (Liên Xô) nhận được lệnh thiết lập các hàng rào mìn để bảo vệ các căn cứ hải quân từ phía biển. Các tàu ngầm bắt đầu xuất phát săn tìm chiến hạm Đức và tham gia vào việc rải thủy lôi. Tướng N. A. Dedayev hủy bỏ ý định chặn đánh quân Đức từ xa. Ông ra lệnh đặt thành phố vào tình trạng quân quản, thiết lập ba khu phòng thủ trên bộ tại phía Bắc, phía Đông, phía Nam Liepaja và thành lập lực lượng dân quân bảo vệ thành phố gồm 3 tiểu đoàn với hơn 1.500 người được huy động từ Nhà máy đóng tàu Tosmare, Nhà máy luyện kim Sarkanais Metalurgs, nhà máy than cốc Liepaja, Nhà máy đường, Xưởng gỗ và các cơ quan chính quyền thành phố. Thường dân và những người không có nhiệm vụ được di tản về Riga bằng đường sắt, đường bộ và tàu phà ven biển.
Ngày 23 tháng 6, tướng Kurt Herzog mở cuộc tấn công đầu tiên dọc theo bờ biển vào thành phố từ phía Nam trên tuyến sông Barta nhưng không thành công. Hỏa lực pháo binh của Tiểu đoàn pháo bờ biển 27 đã chặn đứng Trung đoàn 506 (Đức) trên tuyến sông này. Chiều 23 tháng 6, các trung đoàn bộ binh 504, 505 (Đức) đánh vòng sang các thị trấn Priekule và Grobiņa để chiếm các bàn đạp tấn công thành phố từ phía Đông. Chiều 23 tháng 6, Đô đốc Vladimir Filipovich Tributz, tư lệnh Hạm đội Baltic ra lệnh di chuyển tất cả các tàu pháo, tàu phóng lôi, tàu ngầm ra khỏi cảng Liepaja, hình thành một tuyến bảo vệ ngoài khơi cách bờ biển khoảng 10 km. Trong hành lang đó, các tàu vận tải di chuyển về cảng Ventspils và về Riga. Trong quá trình di chuyển, 8 tàu vận tải và 1 tàu chở dầu đã bị không quân Đức đánh đắm. Các tàu ngầm M-78 của Hạm đội Baltic đã làm nổ tung 2 pháo hạm của quân Đức.
Sáng 24 tháng 6, quân Đức mở một cuộc oanh tạc lớn vào quân cảng và cảng hàng hải Liepaja. Cả thành phố rung chuyển vì các vụ nổ lớn. Tàu khu trục "Lenin" đang được các tàu kéo di chuyển ra khỏi đã bị trúng bom và hỏng nặng. Hạm trưởng bậc 1 M. S. Klevensky, chỉ huy căn cứ hải quân Libava buộc phải cho nổ tung con tàu này. Cuối ngày, các trung đoàn bộ binh 56 và 281 (Liên Xô) với sự yểm hộ của Trung đoàn pháo binh 242 (Liên Xô) đã mở cuộc phản kích tại phía Đông thành phố, quân Đức bị đẩy lùi về khu rừng Ilgskom. Một cuộc phản kích khác cũng được Trung đoàn bộ binh 114 (Liên Xô) và Tiểu đoàn hải quân đánh bộ 32 thuộc Hạm đội Baltic tiến hành tại khu vực Grobiņa (phía Bắc thành phố) nhưng không thành công. Quân Đức có đoàn tàu bọc thép và máy bay yểm hộ đã đẩy lùi Trung đoàn 114 về vị trí xuất phát. Tình hình phòng thủ Liepaja của quân đội Liên Xô xấu đi do các tiểu đoàn thủy quân lục chiến (Đức) đã đánh vòng lên bờ biển phía Bắc thành phố, đe dọa bao vây Liepaja từ ba phía.
Trong các ngày 25 và 26 tháng 6, Liepaja tiếp tục hứng chịu các đợt không kích nặng nề của không quân Đức, một số đường phố như Aldar, Graud Vitol, Brivzemnieka, Helnaz đã trỏ thành những đống đổ nát. Sư đoàn bộ binh 291 Đức vừa gia tăng sức ép lên các tuyến phòng thủ trên cả ba hướng Bắc, Đông và Nam vừa uy hiếp cảng Ventspils lúc này chỉ có những đội trắc vệ mỏng yếu của hải quân đánh bộ bảo vệ. Mặc dù Hạm dội Baltic đã sử dụng tối đa lực lượng tàu ngầm và tàu vận tải tiếp tế cho Sư đoàn bộ binh 67 (Liên Xô) và các đơn vị bảo vệ thành phố nhưng tình hình ngày một xấu đi nghiêm trọng. Ngày 26 tháng 6, Sư đoàn cơ giới 36 được điều động từ thê đội 2 của Tập đoàn quân 18 bắt đầu tấn công từ Mazeikiai vào tuyến phòng thủ phía Đông thành phố, đánh chiếm thị trấn Priekule, một vị trí then chốt trong tuyến phòng thủ phía Đông Liepaja của quân đội Liên Xô. Phía sau Priekule, Sư đoàn 67 chỉ còn tiểu đoàn học viên Trường Bộ binh Riga đang thực tập tại Liepaja hầu như chỉ có vũ khí bộ binh cá nhân là lực lượng dự bị cuối cùng.
Việc quân Đức đột nhập vào thành phố chỉ còn là vấn đề thời gian. Hồi 6 giờ ngày 27 tháng 6, đại tá V. M. Bobovich, tham mưu trưởng Sư đoàn 67 nắm quyền chỉ huy sư đoàn thay thiếu tướng N. V. Dedayev tử trận ngày 25 tháng 6 đã ra lệnh triệt thoái khỏi Liepaja. Cánh quân trên bộ gồm Trung đoàn bộ binh 114, 4 tiểu đoàn bộ binh còn lại của các trung đoàn 56, 281 và các đơn vị khác đột kích lên phía Bắc dọc theo bờ biển hường về căn cứ hải quân Ventspils. Hơn 2.000 người bị thương trong bệnh viện Liepaja được đưa lên tàu cứu thương "Vieniba" có treo cờ chữ thập đỏ sơ tán về Riga bằng đường biển. Các khẩu đội pháo bờ biển đã bắn đi 10 viên đạn cuối cùng mở màn cho cuộc rút quân trước khi đặt chất nổ phá hủy các khẩu pháo. Một số nhóm dân quân Komsomol ở lại thành phố để cản hậu quân Đức. Cuộc rút quân diễn ra không thành công. Phần lớn đội hình trên bộ liên tục bị quân Đức tập kích vào bên sườn và trên không và bị tổn thất lớn. Các đại tá M. Buka, Ya. Zars, V. M. Bobovich (chỉ huy Sư đoàn 67), đại tá A. A. Tomilov, trưởng phòng đào tạo Trường bộ binh Riga đều tử trận. Trung đoàn 114 và tàn quân của các trung đoàn còn lại của Sư đoàn 67 không đủ sức để giữ Ventspils mà còn phải rút lui sâu hơn nữa về hướng Riga và liên lạc được với chủ lực Tập đoàn quân 8 tại Tukums. Tàu bệnh viện "Vieniba" cũng không đi thoát. Nó bị không quân Đức đánh chìm vào sáng 27 tháng 6 khi vừa rời khỏi cảng Liepaja. Chỉ có 15 người trên tàu thoát chết.
Trong các ngày 28 và 29 tháng 6, các nhóm Komsomol ở lại Liepaja vẫn tiếp tục chiến đấu trên các con phố. Tuy nhiên, với binh lực áp đảo, Sư đoàn 291 (Đức) đã hoàn thành thành phố việc đánh chiếm thành phố vào cuối buổi chiều ngày 29 tháng 6. Chỉ huy các nhóm Komsomol gồm chính trị viên A. Dundurs và đại úy B. A. Solovyov bị quân Đức xử bắn ngay sau khi bắt được cùng nhiều binh sĩ Liên Xô khác. Thành phố Liepaja bị tàn phá nặng nề. 170 ngôi nhà bị phá hủy hoàn toàn. 450 ngôi nhà khác bị hư hại. Quân Đức chiếm được quân cảng Libava nhưng nó gần như rỗng không. Các tàu ngầm và tàu nổi đã được sơ tán về Riga và Tallin (không kể những chiếc bị đánh chìm).

## Kết quả
Theo phía Liên Xô, họ đã gây thương vong cho khoảng 10.000 quân Đức và bắn rơi 5 máy bay Đức. Trong các trận đánh trên biển, các tàu ngầm và tàu nổi Liên Xô đã đánh đắm hai tàu nổi Đức gồm tàu quét mìn M-3134 và tàu săn ngầm UJ-113. Thiệt hại của quân đội và Hải quân Liên Xô khá lớn, sau một tuần giao chiến, có khoảng 7.000 quân bị tiêu diệt hoặc bị bắt. Tàu bệnh viện "Vieniba" bị không quân Đức đánh chìm gây tử vong cho hơn 2.000 người. Tàu khu trục "Lenin" bị đánh đắm. Các khẩu pháo bờ biển 130 mm và 180 mm đều bị đặt mìn phá hỏng, Nhiều kho tàng tại Liepaja đã rơi vào tay quân Đức. Thành phố bị phá hủy nặng nề 117 ngôi nhà bị phá hủy hoàn toàn. 450 ngôi nhà khác bị hư hỏng.
Tuy nhiên điều quan trọng nhất là quân đội Đức Quốc xã đã chiếm được một quân cảng lớn của Liên Xô để từ đó triển khai nhiều tàu chiến tấn công vào Vịnh Riga, Vịnh Phần Lan, yểm hộ cho các cuộc tấn công trên bộ dọc theo bờ biển Baltic và làm bàn đạp tấn công qua cao nguyên Kurzeme sang Riga. Đối với quân đội Liên Xô, cuộc phòng thủ kéo dài 1 tuần tại Liepaja đã làm chậm tốc độ tấn công của Quân đoàn bộ binh 26 (Đức), tạo điều kiện cho Bộ Tư lệnh Phương diện quân Tây bắc có thời gian để củng cố các vị trí phòng thủ trên hữu ngạn sông Tây Dvina trên tuyến Riga - Daugavpils. Tuy nhiên, do sự yếu kém trong chỉ huy dẫn đến cuộc vỡ trận của Quân đoàn cơ giới 12 tại Jekabpils và Livani, làm cho cuộc phòng thủ trên tuyến sông Tây Dvina của các quân đoàn bộ binh 10 và 11 (Liên Xô) không thể thực hiện được.